# 第51回グラミー賞
第51回グラミー賞（The 51st Annual Grammy Awards）は2009年2月8日にロサンゼルスのステイプルズ・センターで開催された。テレビ中継は例年どおりCBSで放送され、日本ではWOWOWで放送された。ラジオ中継はInterFMで放送された。

## ノミネーション
ノミネート発表は例年一般非公開で行われてきたが、2008年12月3日にオープンするグラミー博物館に隣接するノキア・シアターにてCBSの特別番組で発表された。
ノミネーションコンサートでは、LL・クール・Jとテイラー・スウィフトがMCを務めた。

### 主要4部門
年間最優秀レコード賞
- "Please Read the Letter" - ロバート・プラント＆アリソン・クラウス
- "Chasing Pavements" - アデル
- "美しき生命（Viva la Vida）" - コールドプレイ
- "ブリーディング・ラヴ（Bleeding Love）" - レオナ・ルイス
- "Paper Planes" - M.I.A.

年間最優秀アルバム賞
- 『レイジング・サンド（Raising Sand）』 - ロバート・プラント＆アリソン・クラウス
- 『美しき生命（Viva la Vida or Death and All His Friends）』 - コールドプレイ
- 『カーターIII（Tha Carter III）』 - リル・ウェイン
- 『イヤー・オブ・ザ・ジェントルマン（Year of the Gentleman）』 - ニーヨ
- 『イン・レインボウズ（In Rainbows）』 - レディオヘッド

年間最優秀楽曲賞
- "美しき生命（Viva la Vida）"（コールドプレイ）
- "American Boy" （エステル featuring カニエ・ウェスト）
- "Chasing Pavements"（アデル）
- "I'm Yours"（ジェイソン・ムラーズ）
- "Love Song"（サラ・バレリス）

最優秀新人賞
- アデル
- ダフィー
- ジョナス・ブラザーズ
- レディ・アンテベラム
- ジャズミン・サリヴァン

### ポップ
最優秀女性ポップ・ボーカル・パフォーマンス
- "Chasing Pavements" – アデル（『19』所収）

最優秀男性ポップ・ボーカル・パフォーマンス
- "Say" – ジョン・メイヤー（『コンティニュアム（Continuum）』所収）

最優秀ポップ・パフォーマンス（デュオもしくはグループ）
- "Viva la Vida" – コールドプレイ（『美しき生命（Viva la Vida or Death and All His Friends）』所収）

最優秀ポップ・コラボレーション
- "Rich Woman" – ロバート・プラント＆アリソン・クラウス（『レイジング・サンド（Raising Sand）』所収）

最優秀ポップ・インストゥルメンタル
- "I Dreamed There Was No War" – イーグルス（『ロング・ロード・アウト・オブ・エデン（Long Road Out of Eden）』所収）

最優秀ポップ・インストゥルメンタル・アルバム
- 『Jingle All the Way』 – ベラ・フレック＆ザ・フレックトーンズ
- 『サックス・フォー・スタックス（Sax for Stax）』 - ジェラルド・アルブライト
- 『グレイテスト・ヒッツ・レコーディッド・ヴォリューム・ワン（Greatest Hits Rerecorded Volume One）』 - ラリー・カールトン
- 『The Spice of Life』 - アール・クルー
- 『A Night Before Christmas』 - スパイロ・ジャイラ

最優秀ポップ・ボーカル・アルバム
- 『ロックフェリー（Rockferry）』 – ダフィー
- 『ディトアーズ（Detours）』 - シェリル・クロウ
- 『ロング・ロード・アウト・オブ・エデン（Long Road Out of Eden）』 - イーグルス
- 『スピリット（Spirit）』 - レオナ・ルイス
- 『カヴァーズ（Covers）』 - ジェームス・テイラー

### ダンス
最優秀ダンス録音
- "Harder, Better, Faster, Stronger (Alive 2007)" – ダフト・パンク（『ディスカバリー（Discovery）』所収）

最優秀エレクトロニック/ダンス・アルバム
- 『ピラミッド大作戦（Alive 2007）』 - ダフト・パンク
- 『New York City』 - Brazilian Girls
- 『Bring Ya to the Brink』 - シンディ・ローパー
- 『X（X）』 - カイリー・ミノーグ
- 『Last Night』 - モービー
- 『Robyn』 - ロビン

### トラディショナル・ポップ
最優秀トラディショナル・ポップ・ボーカル・アルバム
- 『スティル・アンフォゲッタブル（Still Unforgettable）』 – ナタリー・コール
- 『The Sinatra Project』 - マイケル・ファインスタイン
- 『ノエル～クリスマス・コレクション（Noël）』 - ジョシュ・グローバン
- 『In the Swing of Christmas』 - バリー・マニロウ
- 『Rufus Does Judy at Carnegie Hall』 - ルーファス・ウェインライト

### ロック
最優秀ソロ・ロック・ボーカル・パフォーマンス
- "Gravity" – ジョン・メイヤー（『コンティニュアム（Continuum）』所収）

最優秀ロック・パフォーマンス（デュオもしくはグループ）
- "Sex on Fire" – キングス・オブ・レオン（『オンリー・バイ・ザ・ナイト（Only by the Night）』所収）

最優秀ハードロック・パフォーマンス
- "Wax Simulacra" – マーズ・ヴォルタ（『ゴリアテの混乱（The Bedlam in Goliath）』所収）

最優秀メタル・パフォーマンス
- "My Apocalypse" – メタリカ（『デス・マグネティック（Death Magnetic）』所収）

最優秀ロック・インストゥルメンタル・パフォーマンス
- "ピーチズ・エン・レガリア" – ザッパ・プレイズ・ザッパ featuring スティーヴ・ヴァイ＆Napoleon Murphy Brock（『ザッパ・プレイズ・ザッパ（Zappa Plays Zappa）』[1]所収）

最優秀ロック・ソング
- "Girls in Their Summer Clothes" – ブルース・スプリングスティーン（『マジック（Magic）』所収）

最優秀ロック・アルバム
- 『美しき生命（Viva la Vida or Death and All His Friends）』 – コールドプレイ
- 『ロックンロール・ジーザス（Rock N Roll Jesus）』 - キッド・ロック
- 『オンリー・バイ・ザ・ナイト（Only By The Night）』 - キングス・オブ・レオン
- 『デス・マグネティック（Death Magnetic）』 - メタリカ
- 『コンソーラーズ・オブ・ザ・ロンリー（Consolers of the Lonely）』 - ザ・ラカンターズ

### オルタナティヴ
最優秀オルタナティヴ・ミュージック・アルバム
- 『イン・レインボウズ（In Rainbows）』 - レディオヘッド
- 『モダン・ギルト（Modern Guilt）』 - ベック
- 『ナロー・ステアーズ（Narrow Stairs）』 - デス・キャブ・フォー・キューティー
- 『The Odd Couple』 - ナールズ・バークレイ
- 『Evil Urges』 - マイ・モーニング・ジャケット

### R&B
最優秀女性R&Bボーカル・パフォーマンス
- "Superwoman" – アリシア・キーズ（『アズ・アイ・アム（As I Am）』所収）

最優秀男性R&Bボーカル・パフォーマンス
- "Miss Independent" – ニーヨ（『イヤー・オブ・ザ・ジェントルマン（Year of the Gentleman）』所収）

最優秀R&Bボーカル・パフォーマンス（デュオもしくはグループ）
- "Stay with Me (By the Sea)" – アル・グリーン＆ジョン・レジェンド（アル・グリーン『レイ・イット・ダウン〜愛の詩（Lay It Down）』所収）

最優秀トラディショナルR&Bボーカル・パフォーマンス
- "You've Got the Love I Need" – アル・グリーン＆アンソニー・ハミルトン（アル・グリーン『レイ・イット・ダウン〜愛の詩（Lay It Down）』所収）

最優秀アーバン／オルタナティヴ・パフォーマンス
- "Be OK" – クリセッテ・ミッチェル（英語版）＆ウィル・アイ・アム（クリセッテ・ミッチェル『アズ・アイ・アム（As I Am）』所収）

最優秀R&Bソング
- "Miss Independent" – ニーヨ（『イヤー・オブ・ザ・ジェントルマン（Year of the Gentleman）』所収）

最優秀R&Bアルバム
- 『ジェニファー・ハドソン（Jennifer Hudson）』 – ジェニファー・ハドソン

最優秀コンテンポラリーR&Bアルバム
- 『グロウイング・ペインズ（Growing Pains）』 – メアリー・J. ブライジ
- 『Back of My Lac』 - J・ホリデイ
- 『First Love』 - Karina
- 『イヤー・オブ・ザ・ジェントルマン（Year of the Gentleman）』 - ニーヨ
- 『フィアレス（Fearless）』 - ジャズミン・サリヴァン

### ラップ
最優秀ラップ・パフォーマンス（ソロ）
- "A Milli" – リル・ウェイン（『Tha Carter III』所収）

最優秀ラップ・パフォーマンス（デュオもしくはグループ）
- "Swagga Like Us" – ジェイZ＆T.I. featuring カニエ・ウェスト＆リル・ウェイン（『Paper Trail』所収）

最優秀ラップ／サング・コラボレーション
- "American Boy" – エステル featuring カニエ・ウェスト（『Shine』所収）

最優秀ラップ・アルバム
- 『Tha Carter III』 – リル・ウェイン

### カントリー
最優秀女性カントリー・ボーカル・パフォーマンス
- "Last Name" – キャリー・アンダーウッド（『Carnival Ride』所収）

最優秀男性カントリー・ボーカル・パフォーマンス
- "Letter to Me" – ブラッド・ペイズリー（『5th Gear』所収）

最優秀カントリー・ボーカル・パフォーマンス（デュオもしくはグループ）
- "Stay" – シュガーランド（『Enjoy the Ride』所収）

最優秀カントリー・コラボレーション（ボーカルあり）
- "Killing the Blues" – ロバート・プラント＆アリソン・クラウス（『レイジング・サンド（Raising Sand）』所収）

最優秀カントリー・インストゥルメンタル・パフォーマンス
- "Cluster Pluck" – ブラッド・ペイズリー、ジェームズ・バートン、ヴィンス・ギル、John Jorgenson、アルバート・リー、Brent Mason、Redd Volkaert、Steve Wariner（『Play』所収）

最優秀カントリー・ソング
- "Stay" – シュガーランド（『Enjoy the Ride』所収）

最優秀カントリー・アルバム
- 『Troubadour』 – ジョージ・ストレイト

最優秀ブルーグラス・アルバム
- 『Honoring the Fathers of Bluegrass: Tribute to 1946 and 1947』 – リッキー・スキャッグス＆ケンタッキー・サンダー

### ニューエイジ
最優秀ニューエイジ・アルバム
- 『Peace Time』 – ジャック・ディジョネット
- 『Meditations』 - ウィリアム・アッカーマン
- 『Pathfinder』 - Will Clipman
- 『Ambrosia』 - Peter Kater
- 『The Scent of Light』 - Ottmar Liebert＆Luna Negra

### ジャズ
最優秀コンテンポラリー・ジャズ・アルバム
- 『ランディ・イン・ブラジル（Randy in Brasil）』 – ランディ・ブレッカー
- 『フローティング・ポイント（Floating Point）』 – ジョン・マクラフリン
- 『キャノン・リローデッド：キャノン・ボール・アダレイ・オールスター・トリビュート（Cannon Re–Loaded: All–Star Celebration of Cannonball Adderley）』 – Various Artists（トム・スコットほか）
- 『Miles from India』 – Various Artists
- 『ライフサイクル（Lifecycle）』 – イエロージャケッツ featuring マイク・スターン

最優秀ジャズ・ボーカル・アルバム
- 『ラヴァリー〜恋人のように（Loverly）』 – カサンドラ・ウィルソン

最優秀ジャズ・インストゥメンタル（ソロ）
- "Be–Bop" – テレンス・ブランチャード（『Monterey Jazz Festival 50th Anniversary All-Stars: Live 2007』所収）

最優秀ジャズ・インストゥメンタル・アルバム（個人もしくはグループ）
- 『ニュー・クリスタル・サイレンス（The New Crystal Silence）』 – チック・コリア＆ゲイリー・バートン
- 『History, Mystery』 – ビル・フリゼール
- 『ライヴ／ブラッド・メルドー・トリオ（Brad Mehldau Trio Live）』 – ブラッド・メルドー・トリオ
- 『デイ・トリップ（Day Trip）』 – パット・メセニー featuring クリスチャン・マクブライド＆アントニオ・サンチェス
- 『Standards』 – アラン・パスクァ、デイヴ・カーペンター（英語版）、ピーター・アースキン

最優秀ラージ・ジャズ・アンサンブル・アルバム
- 『マンデー・ナイト・ライブ・アット・ザ・ヴィレッジ・ヴァンガード（Monday Night Live at the Village Vanguard）』– ヴァンガード・ジャズ・オーケストラ

最優秀ラテン・ジャズ・アルバム
- 『Song for Chico』 – アルトゥーロ・オファリル（英語版） and The Afro–Latin Jazz Orchestra

### ゴスペル
最優秀ゴスペル・パフォーマンス
- "Get Up" – メアリー・メアリー（『The Sound』所収）

最優秀ゴスペル・ソング
- カーク・フランクリン "Help Me Believe" – カーク・フランクリン（ソングライター）（『The Fight of My Life』所収）

最優秀ロックもしくはラップ・ゴスペル・アルバム
- 『Alive and Transported』 – トビーマック

最優秀ポップ／コンテンポラリー・ゴスペル・アルバム
- 『Thy Kingdom Come』 – CeCe Winans

最優秀サザン、カントリーもしくはブルーグラス・ゴスペル・アルバム
- 『Lovin' Life』 – Gaither Vocal Band

最優秀トラディショナル・ゴスペル・アルバム
- 『Down in New Orleans』 – ブラインド・ボーイズ・オブ・アラバマ

最優秀コンテンポラリーR&Bゴスペル・アルバム
- 『The Fight of My Life』 – カーク・フランクリン

### ラテン
最優秀ラテン・ポップ・アルバム
- 『La Vida... Es Un Ratico』 – フアネス

最優秀ラテン・ロックもしくはオルタナティヴ・アルバム
- 『45』 – Jaguares

最優秀ラテン・アーバン・アルバム
- 『Los Extraterrestres』 – Wisin & Yandel

最優秀トロピカル・ラテン・アルバム
- 『Señor Bachata』 – ホセ・フェリシアーノ

### ブルース
最優秀トラディショナル・ブルース・アルバム
- 『ワン・カインド・フェイヴァー（One Kind Favor）』 – B.B.キング

最優秀コンテンポラリー・ブルース・アルバム
- 『シティ・ザット・ケア・フォーガット（City That Care Forgot）』 – ドクター・ジョン＆ザ・ロウワー・911

### フォーク
最優秀トラディショナル・フォーク・アルバム
- 『At 89』 – ピート・シーガー

最優秀コンテンポラリー・フォーク・アルバム
- 『レイジング・サンド（Raising Sand）』- ロバート・プラント＆アリソン・クラウス

最優秀ネイティブ・アメリカン・ミュージック・アルバム
- Various Artists『Come to Me Great Mystery: Native American Healing Songs』 – Tom Wasinger（プロデューサー）

最優秀ハワイアン・ミュージック・アルバム
- 『'Ikena』 – ティア・カレル＆Daniel Ho

最優秀サディコもしくはケイジャン・ミュージック・アルバム
- 『Live at the 2008 New Orleans Jazz & Heritage Festival』 – ボーソレイユ＆Michael Doucet

### レゲエ
最優秀レゲエ・アルバム
- 『Jah Is Real』– バーニング・スピア

### ワールドミュージック
最優秀トラディショナル・ワールドミュージック・アルバム
- 『Ilembe: Honoring Shaka Zulu』 – レディスミス・ブラック・マンバーゾ

最優秀コンテンポラリー・ワールドミュージック・アルバム
- 『Global Drum Project』 – ミッキー・ハート、ザキール・フセイン、Sikiru Adepoju、ジオバーニ・イダルゴ（英語版）

### ポルカ
最優秀ポルカ・アルバム
- 『Let the Whole World Sing』 – ジミー・スター＆ヒズ・オーケストラ

### チルドレンズ
最優秀ミュージカル・アルバム（子供向け）
- 『Here Come the 123s』 – ゼイ・マイト・ビー・ジャイアンツ

最優秀スポークン・ワード・アルバム（子供向け）
- 『Yes To Running! Bill Harley Live』 – ビル・ハーレイ（英語版）

### スポークン・ワード
最優秀スポークン・ワード・アルバム
- 『不都合な真実（An Inconvenient Truth）』 - ボー・ブリッジス、シンシア・ニクソン、ブレア・アンダーウッド

### コメディ
最優秀コメディ・アルバム
- 『It's Bad for Ya』 – ジョージ・カーリン

### ミュージカル・ショー
最優秀ミュージカル・ショー
- Original Broadway Cast with リン＝マニュエル・ミランダ他『イン・ザ・ハイツ（In the Heights）』 – Kurt Deutsch、Alex Lacamoire、Andrés Levin、リン＝マニュエル・ミランダ、Joel Moss、Bill Sherman（プロデューサー）。リン＝マニュエル・ミランダ（作曲者兼作詞者）。

### 映画、テレビ、その他ビジュアルメディア向け
最優秀コンピレーション・サウンドトラック・アルバム（映画、テレビ、その他ビジュアルメディア向け）
- 『JUNO/ジュノ：オリジナル・サウンドトラック（Juno: Music From the Motion Picture）』 - ジェイソン・ライトマン、Margaret Yen、Peter Afterman（プロデューサー）

最優秀スコア・サウンドトラック・アルバム（映画、テレビ、その他ビジュアルメディア向け）
- 『バットマン ビギンズ：オリジナル・サウンドトラック（The Dark Knight: Original Motion Picture Soundtrack）』 - ジェームズ・ニュートン・ハワード、ハンス・ジマー（作曲者）

最優秀楽曲（映画、テレビ、その他ビジュアルメディア向け）
- "D"  – ピーター・ガブリエル（ソングライター）（『ウォーリー：オリジナル・サウンドトラック（WALL-E: The Soundtrack）』より）

### 作曲・編曲
最優秀インストゥルメンタル作曲
- "The Adventures of Mutt" – ジョン・ウィリアムズ（作曲者）（『インディ・ジョーンズ/クリスタル・スカルの王国（Indiana Jones and the Kingdom of the Crystal Skull）』より）

最優秀インストゥルメンタル編曲
- "Define Dancing" –  ピーター・ガブリエル＆トーマス・ニューマン（編曲者）（トーマス・ニューマン『ウォーリー（WALL-E）』より）

最優秀インストゥルメンタル編曲（ボーカリストあり）
- プロジェクト・グランドスラム（英語版） featuring ジュディ・ツーク（英語版） "Captain Of Her Heart" – ロン・タラー（英語版）、ハイム・コットン（編曲者）（『Play』所収）

### パッケージ
最優秀録音パッケージ
- メタリカ『デス・マグネティック（Death Magnetic）』 – Bruce Duckworth、Sarah Moffatt、David Turner（アート・ディレクター）

最優秀ボックスドもしくは特別限定版パッケージ
- レディオヘッド『イン・レインボウズ（In Rainbows）』 – スタンリー・ドンウッド、Mel Maxwell、Xian Munro（アート・ディレクター）

### アルバム・ノーツ
最優秀アルバム・ノーツ
- マイルス・デイヴィス『カインド・オブ・ブルー：50周年記念コレクターズ・エディション（Kind Of Blue: 50th Anniversary Collector's Edition）』 – Francis Davis（アルバム・ノーツ・ライター）

### ヒストリカル
最優秀ヒストリカル・アルバム
- Various Artists『Art Of Field Recording Volume I: Fifty Years Of Traditional American Music Documented By Art Rosenbaum』 – Steven Lance Ledbetter、Art Rosenbaum（コンピレーション・プロデューサー）。Michael Graves（マスタリング・エンジニア）。

### ミュージック・ビデオ
最優秀短編ミュージック・ビデオ
- ウィーザー "Pork and Beans" – Mathew Cullen（ビデオ・ディレクター）。Bernard Rahill（ビデオ・プロデューサー）。

最優秀長編ミュージック・ビデオ
- トム・ペティ&ザ・ハートブレイカーズ『Runnin' Down a Dream』 - ピーター・ボグダノヴィッチ（ビデオ・ディレクター）。Skot Bright（ビデオ・プロデューサー）。

### 特別賞
ミュージケアーズ・パーソン・オブ・ザ・イヤー
- ニール・ダイアモンド

生涯業績賞
- ジーン・オートリー
- ブラインド・ボーイズ・オブ・アラバマ
- ザ・フォー・トップス
- ハンク・ジョーンズ
- ブレンダ・リー
- ディーン・マーティン
- Tom Paxton

## エピソード
2部門にノミネートされていたクリス・ブラウンとその恋人とされるリアーナは授賞式に出席し、パフォーマンスを披露する予定であったが、2人とも欠席した。主催者側は授賞式直前に欠席を知らされ、両サイドから欠席理由も十分に説明されなかったが、ブラウンが授賞式の朝に車内で女性に暴行を加えて、ロサンゼルス市警に調書をとられていたことが分かり、後に暴行を受けた女性がリアーナであることが判明した。リアーナの代役として急遽、ジャスティン・ティンバーレイクとアル・グリーンがステージに上がった。